# Hart Bochner
Hart Matthew Bochner, född 3 oktober 1956 i Toronto, är en kanadensisk skådespelare, manusförfattare, regissör och film- och TV-producent.

## Filmografi (i urval)
- 1979 – Loppet är kört
- 1980 – Terror Train
- 1984 – Supergirl
- 1998 – Die Hard
- 1988–1989 – Krig och hågkomst (TV-serie)
- 1990 – Ursäkta, är vi gifta?
- 1993 – Batman möter mörkrets hämnare (röst)
- 1998 – Bulworth
- 2003 – Jordan, rättsläkare (TV-serie)
- 2005 – The Inside (TV-serie)
- 2009 – L.A. Gigolo
- 2013 – Grey's Anatomy (TV-serie)
- 2013 – Carrie
- 2015 – Scandal (TV-serie)
- 2017 – Criminal Minds (TV-serie)
- 2019 – Too Old to Die Young (TV-serie)